# Rio Nahe
O rio Nahe é um curso de água alemão, cuja nascente localiza-se no nordeste do estado alemão de Sarre. No seu percurso até o rio Reno passa pela Renânia-Palatinado.
No passado, o vale do rio Nahe era um centro da exploração de gemas. Na parte baixo do vale produz-se vinho. Os municípios mais importantes às margens do rio são as cidades de Idar-Oberstein, Bad Kreuznach e Bingen onde desemboca no rio Reno.